# Cubrato
Cubrato (em búlgaro:  Кубрат; em ucraniano:  Кубрат; em tchuvache/chuvache:  Купрат; em grego: Κούβρατος; romaniz.: Koúbratos; Mari: Чумбылат, significando "Lobo" em turco antigo) foi um governante protobúlgaro que se acredita ter criado a confederação que ficaria conhecida como Antiga Grande Bulgária em 632. Acredita-se que ele tenha conseguido fazê-lo ao conquistar os ávaros e unindo todas as tribos protobúlgaras sob um único comando.

## História
O nome de Cubrato foi mencionado pela primeira vez pelo patriarca de Constantinopla Nicéforo I em sua "Breve História" do século IX. Porém, seu nome apareceu antes nas inscrições de Orkhon dos goturcos e significa literalmente "fundar". De acordo com a tradição nômade, quase todos os reis receberam um título que resumia seus feitos ou sublinhava um deles, como "Ilterixe Cagã" ("il" - estado; "terixe" - organizador; "grão-cã" ou "cã" - rei) par ao rei que reuniu os goturcos pela segunda vez. O título para o rei fundador seria, então, "Cubrato grão-cã".
Na Nominália dos Cãs Búlgaros, Cubrato aparece como "Kurt" do clã Dulo. Uma lenda posterior descreve-o como sendo descendente de Átila. Alguns historiadores defendem que sua linhagem materna seja a do clã Ermy, possivelmente o clã de seu tio materno Organa. Na história húngara, o grão-príncipe dos onogures, Árpád Almos, era da linhagem de Cubrato e o fundador do império húngaro na Europa.
Cubrato passou algum tempo na corte bizantina, como refém ou refugiado de alguma guerra dinástica no Império Goturco. Segundo o relato do historiador bizantino João de Niciu:
| “ | Quetrades (Cubrato), o príncipe dos mutanes (hunos) e um sobrinho de Cuemaca (Organa), foi batizado criança e foi educado em Constantinopla; e foi recebido na comunidade cristã ainda jovem e cresceu no palácio imperial em Constantinopla. Ele era o amigo mais íntimo do imperador bizantino Heráclio | ” |

Se ele era uma criança ou um adulto neste período que passou em Constantinopla, não se sabe, uma vez que não se sabe o ano em que nasceu. O período exato também é desconhecido, mas, provavelmente, coincidiu com o reinado do imperador Heráclio (r. 610–641). Foi provavelmente nesta época que ele recebeu o título de patrício.
Ao retornar, Cubrato retomou o poder sobre sua tribo, os protobúlgaros utigures. Em algum ponto, como relata o patriarca Nicéforo I, Cubrato expulsou as tropas ávaras de suas terras e governou sozinho sobre os búlgaros agora reunidos na chamada "Grande Bulgária". Sob seu comando, a Grande Bulgária se estendia do delta do Danúbio até o Volga e foi reconhecida por um tratado assinado pelo Império Bizantino em 635. Cubrato governou em paz com os bizantinos, resultado da amizade próxima com imperador e, provavelmente, de sua apreciação pela cultura do império vizinho.
De acordo com a lenda, o terceiro, quarto e quinto dos muitos filhos de Cubrato, juntamente com suas hordas, habitavam originalmente as terras do Grão-Canato Avar.
O Tesouro de Pereschepina, descoberto em 1912 por camponeses ucranianos na vizinhança de Poltava, composto de objetos de ouro e prata com um peso total de 75 quilos, incluía um anel que permitiu depois que se identificasse o túmulo como sendo o do cã Cubrato. O anel tem uma inscrição em grego ("Chouvr(á)tou patr(i)k(íou)"), indicando que seu proprietário era um patrício  bizantino.